# Mariska Greve
Mariska Greve (5 april 1971) is een Nederlands softballer.
Greve, een rechtshandige buitenvelder, kwam van 2001 tot 2007 uit in de hoofdklasse voor de Sparks uit Haarlem waarmee ze meermalen landskampioen werd. Ze was tevens international van het Nederlands damessoftbalteam waarmee ze in 2002 meedeed aan de Wereldkampioenschappen in Canada.